# Karl (X) Gustavs arvfurstekrona

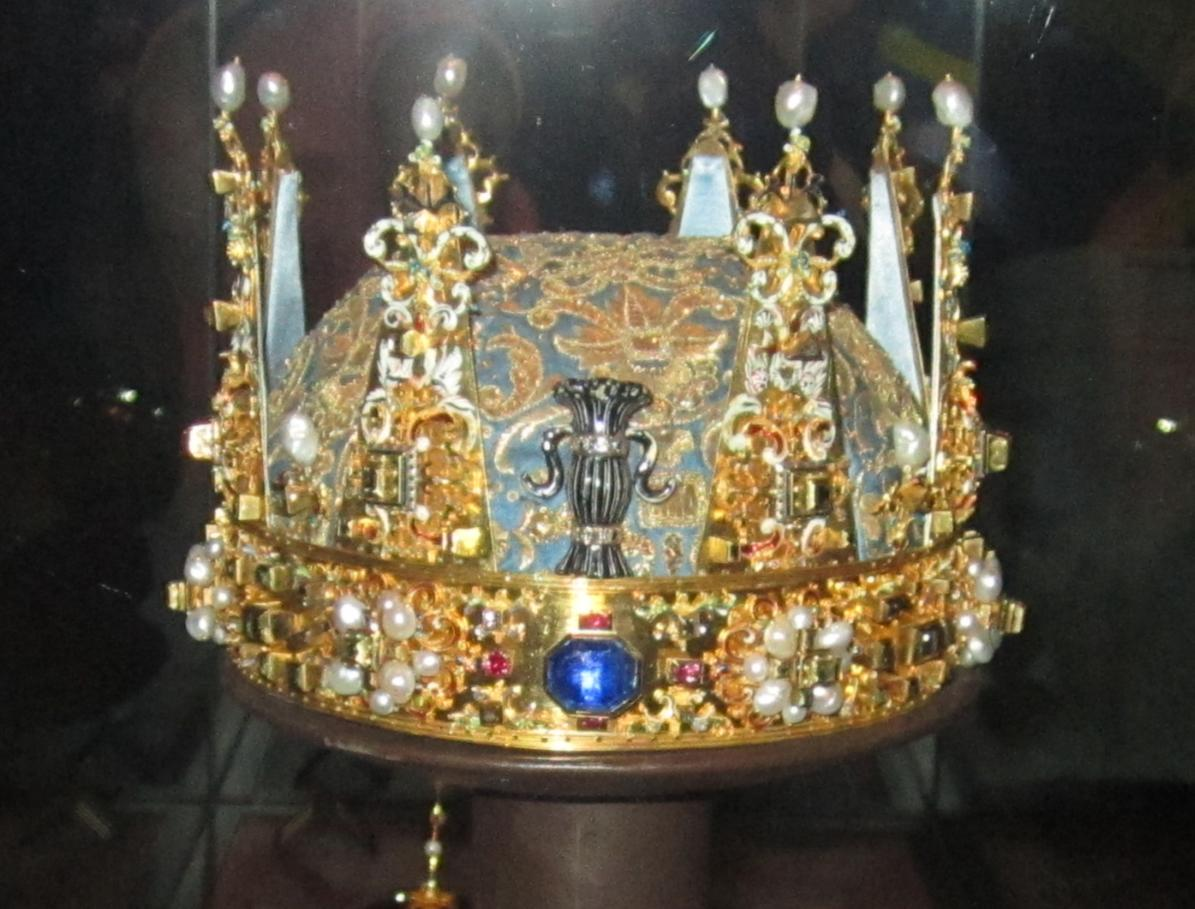
Karl (X) Gustavs arvfurstekorna

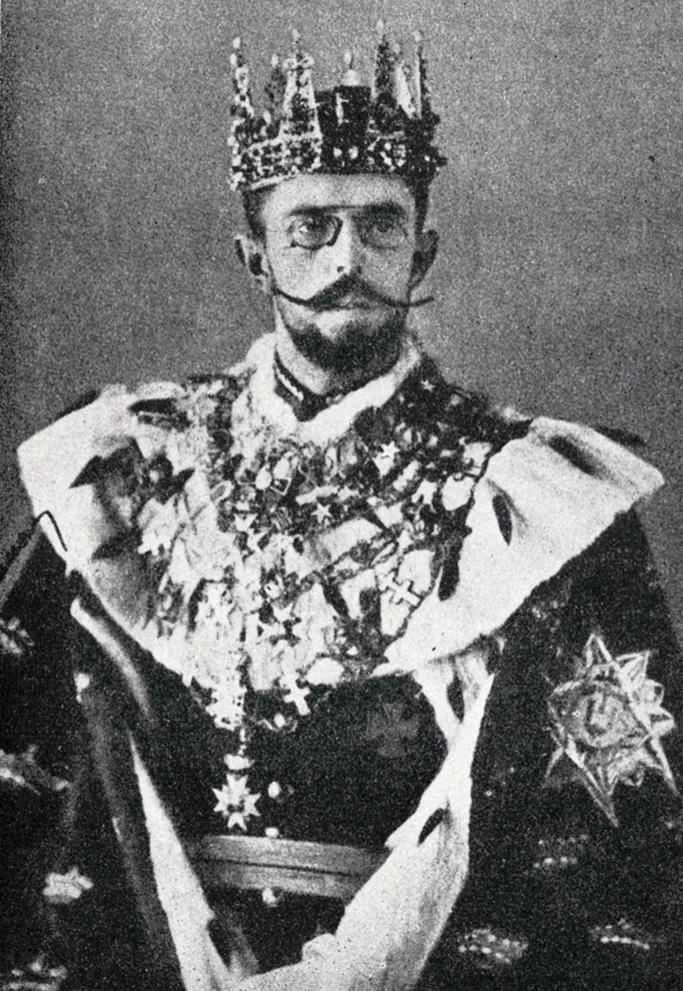
Kronprins Gustaf (V) iklädd kronan år 1893.

Karl (X) Gustavs arvfurstekrona, även kallad tronföljarkronan eller kronprinskronan, är en krona som traditionellt burits av den svenske tronföljaren. Den sattes samman av Jürgen Dargeman inför drottning Kristinas kröning år 1650 för att bäras av arvfursten Karl (X) Gustav och förvaras numera i Skattkammaren på Stockholms slott.
Kronan bars fram till 1905 av Sveriges kronprins, bland annat vid kröningar och Riksdagens högtidliga öppnande. Den siste att bära kronan var kronprins Gustaf (V), som vid sitt trontillträde avstod från att kröna sig. Kronan har sedan dess placerats på ett hyende vid olika ceremonier till exempel prins (dåvarande kronprins) Carl Philips dop och kronprinsessan Victorias bröllop.
Höjden på kronan är 14,5 cm, diametern 20,3 x 17,8 cm, och vikten är 1,344 g.

## Historia
Arvfurstekronan inspirerades av de hattar som bars av de tyska kurfurstarna och de österrikiska ärkehertigarna. Liknande kronor, tillsammans med hatt och mantel, hade sedan Erik XIV:s kröning burits av arvfurstarna. Bara 17 dagar innan hennes kröning påminde drottningen riksrådet om att hennes kusin, i egenskap av hennes arvinge, skulle bära denna traditionella skrud. En dryg vecka innan kröningen mottog Jürgen Dargeman beställningen på kronan och var tvungen att använda en äldre krona, utförd av Ruprecht Miller för Kristina d.ä., som han omarbetade.

## Utseende
Kronan består av en kronring besatt av emaljarbeten, pärlor, ringformade pärlrosetter (kartuscher) och safirer. Den är öppen, det vill säga utan byglar och glob över hättan. Istället finns åtta höga trekantiga spetsar eller spiror på kronringen och däremellan ursprungligen lika många, knappt hälften så höga, lägre spiror, alla med pärlor i spetsen. Inför Gustav III:s kröning byttes två av dessa mellanspiror ut mot två svartemaljerade vasar, en symbol för Vasaätten.
Kronan bars ursprungligen över en sammetshatt klädd med hermelinskinn med broderade flammor av guld. Den förvaras numera i Livrustkammaren. Dagens hätta i blå, guldbroderad atlas utfördes 1762 av Tobias Ley den yngre för kronprins Gustav.
När Gustav III införde seden att alla kungahusets medlemmar skulle ha egna kronor utfördes dessa med Karl Gustavs krona som förebild.